# Resentment (canción)
«Resentment» —en español: resentimiento— es una canción escrita por  Walter W. Millsap III, Candice Nelson y Curtis Mayfield y originalmente interpretada por la cantante inglesa Victoria Beckham. Es una balada emotiva cuya letra detalla una situación en la que una mujer se siente herida y furiosa porque su hombre le mintió y la engañó. «Resentment», junto con varias otras canciones que estaban destinadas a figurar en el segundo álbum en solitario de Beckham, fue archivada posteriormente, e incluida como pista de fondo en el documental en DVD The Real Beckhams (2004).
La artista estadounidense Jazmine Sullivan había grabado la canción en 2006, antes de la publicación su álbum debut Fearless (2008). La versión de Beyoncé fue incluida en su segundo álbum de estudio, B'Day (2006), con algunas modificaciones líricas; fue bien recibida por la crítica.

## Antecedentes y desarrollo

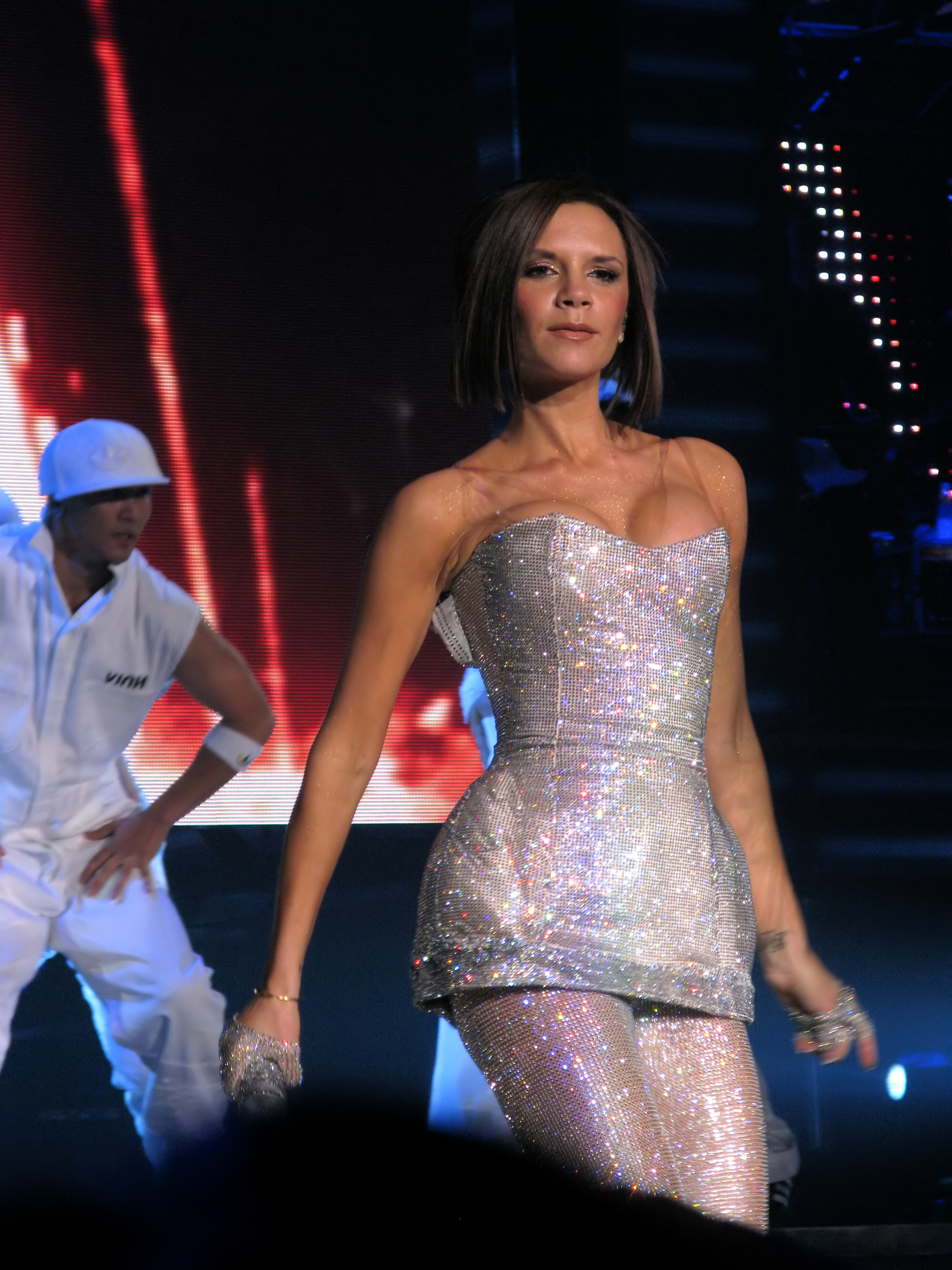
Victoria Beckham trabajó con Walter M. Millsap III y Candice Nelson en «Resentment» en 2004.

El 14 de agosto de 2000, Victoria Beckham lanzó su primer sencillo en solitario, «Out of Your Mind», en colaboración con el cantante Dane Bowers y el grupo de UK Garage True Steppers. Beckham firmó entonces un contrato de grabación con la casa discográfica Virgin Records. Su álbum debut homónimo fue publicado el 1 de octubre de 2001. El álbum costó un reputado de 5 millones de libras esterlinas para producir y vender unas modestas 50 000 copias. En 2002, Telstar Records firmó a Beckham en un acuerdo hecho con 19 Management por un valor de 1,5 millones de libras esterlinas. Beckham pasó la mayor parte de ese año grabando un disco de pop llamado Open Your Eyes, donde se desprende el sencillo «Let Your Head Go», pero ella al parecer decidió no lanzarlo después de estar decepcionada con los resultados. En vez de pop, Beckham quiso un sonido más urbano, trabajando con el productor Damon Dash para más influencias en rhythm and blues y hip hop.
Luego ella trabajó con Walter M. Millsap III y Candice Nelson en una pista de soul titulada «Resentment» en sus sesiones de grabación en 2004. La pista utilizada fue «Think (Instrumental)» (1972) de Curtis Mayfield, de la banda sonora de Super Fly. «Resentment» se incluyó por primera vez en un documental de Victoria y David Beckham, titulado The Real Beckhams (2004). El DVD capta el traslado de la familia a España, y cuenta con Victoria Beckham publicando sus sencillos más recientes hasta la fecha, y grabando canciones adicionales, incluyendo «Resentment». Un escritor del tabloide The Sun señaló que varias canciones de Victoria Beckham son sobre un posible romance y lee en las «letras conmovedoras» como una puñalada a su marido David Beckham. «Resentment», junto con «Valentine» y «Just Me And You This Time» estaban destinadas a estar en segundo álbum en solitario de Victoria; posteriormente fueron archivadas, e incluidas como pistas de fondo en el documental.

## Versión de Beyoncé
La cantante estadounidense de rhythm and blues Beyoncé grabó «Resentment» para su segundo álbum de estudio B'Day (2006). Ella versionó la canción original de Beckham con algunos cambios líricos. También contiene el sample de «Think (Instrumental)» (1972) de Curtis Mayfield. «Resentment» es una balada que muestra el lado vulnerable de Beyoncé, mientras canta acerca de un novio que la engaña y le miente, sin embargo, muestra que ella no quiere que la deje por otra mujer. La versión fue bien recibida por los críticos de música quienes elogiaron la poderosa interpretación y vulnerabilidad vocal de Beyoncé. Consiguió el número once en la lista Bubbling Under R&B/Hip-Hop Singles de Billboard basándose solamente en sus descargas digitales. Ella interpretó la canción en sus revistas I Am... Yours (2009) y Revel Presents: Beyoncé Live (2012) y fue incluida en el álbum en directo y DVD I Am... Yours: An Intimate Performance at Wynn Las Vegas (2009).

### Grabación y descripción
Beyoncé grabó «Resentment» para su segundo álbum de estudio B'Day en los estudios Sony Music en Nueva York en abril de 2006. Fue mezclada por Jason Goldstein y Steve Tolle en los estudios Lair de Los Ángeles. Beyoncé realizó algunos cambios en la letra. Su versión de la canción es una balada de soul apasionada acerca de una valiente y agitada despedida que añade «otro tipo de drama sobreexcitado». La pista está escrita en la tonalidad de Mi mayor. «Resentment» presenta un groove lento de 70 pulsaciones por minuto, mientras que el rango vocal de Beyoncé abarca desde la nota de fa♯1 a mi4. Está construida alrededor de un «sample meloso» tomado del álbum Super Fly (1972) de Curtis Mayfield: «¿Cómo puedes mentir?». En «Resentment», Beyoncé canta sobre un novio que la engaña y le miente a ella en las líneas «I've been crying for too long/ What did you do to me?/ You lied, you lied, you lied» («He estado llorando por mucho tiempo/ ¿Qué me hiciste?/ Mentiste, mentiste, mentiste»). Además, la intérprete presenta un lado más vulnerable de sí misma, ya que demuestra que ella no quiere que su novio la deje por otra mujer.

### Recepción

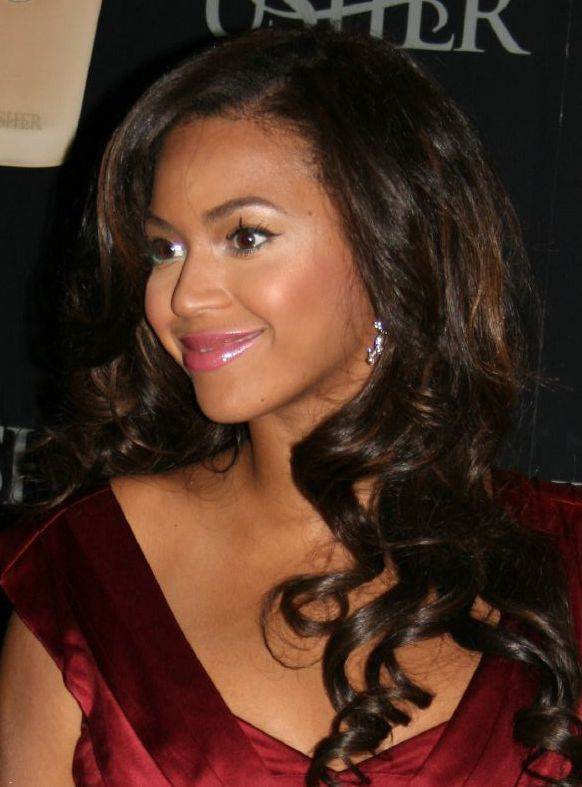
Los críticos elogiaron la voz y las emociones de Beyoncé en «Resentment».

La versión de Beyoncé de la canción recibió reseñas positivas por parte de la crítica, además la mayoría halagó su voz. Bill Lamb de About.com consideró a la canción como una de las más destacadas de B'Day y la describió como una canción «influenciada por el góspel» y «llena de emoción». Gail Mitchell de la revista Billboard dijo que Beyoncé «cambia a un modo emotivo» en la canción y señaló que la pista «recuerda el sutil ardor y la pasión de los mejores grupos de chicas de los años 60 y 70». Brian Hiatt de Rolling Stone señaló a la pista como «uno de los momentos más llamativos» en el álbum y la describió como «una balada angustiosa, con tintes de los sesenta». Spence D. de IGN también señaló a la canción como destacante junto con «Irreplaceable» y observó que la «pista va directamente al territorio de inspiración de Aretha Franklin, con Beyoncé consiguiendo realmente pétreas y dejando caer su alto rango de octava abajo de algunas clavijas para obtener gutural y francamente un conmovedor Old School». Jon Pareles de The New York Times afirmó que el «agitado adiós», en la canción, construye un tipo diferente de teatro sobreexcitado. De acuerdo con Steve Jones de USA Today, la canción muestra «la maduración de la voz» de Beyonce, describiéndola como libre y valiente. Sal Cinquemani de Slant Magazine señaló que la canción hubiera sido mejor si se interpretara por un trío de talentosas vocalistas, como Destiny's Child, en lugar de Beyoncé. Joey Guerra del Houston Chronicle consideró que «las dudas de inmenso talento de Beyoncé sólo tendrán que escuchar esta canción ["Resentment"] de B'Day de 2006. Es una maravilla - un escaparate visceral, emocional que pone a Beyoncé como una mujer triste [y] despreciada. Casi se puede sentir el dolor en su entrega». Jim Farber de Daily News llamó a «Resentment» un «gritón soul de la vieja escuela». Sasha Frere-Jones de The New Yorker describió la canción como una «balada feroz». «Resentment» consiguió el número once en la lista Bubbling Under R&B/Hip-Hop Singles, una extensión de veinticinco puestos del conteo Hot R&B/Hip-Hop Songs de Billboard, basándose solamente en sus descargas digitales.

### Presentaciones
Beyoncé interpretó por primera vez «Resentment» en su revista I Am... Yours en 2009. Antes de cantarla, ella describía su profundo significado, diciendo: «¿Cuántos de ustedes han mentido? Estoy segura que todo el mundo —todos tenemos. Pero esta siguiente canción es de mi álbum anterior, B'Day. Y nunca he cantando esta canción antes, esto es especialmente para Encore [...] [La pista] habla de una relación después de que han mentido. Y estád tratando todo lo posible para perdonar. Pero es difícil porque nunca se olvida. Se llama "Resentment"». Además fue incluida en el lanzamiento oficial del concierto en CD, DVD y Blu-ray, I Am... Yours: An Intimate Performance at Wynn Las Vegas (2009). Durante un especial televisivo de acción de gracias en ABC, se emitió I Am... Yours en su totalidad, contando también con la actuación de «Resentment». Nate Chinen del New York Times dijo: «No es exactamente un momento a escala humana en el concierto, cuando ella se sienta en el borde del escenario para cantar un tratamiento acústico de "Resentment", de su álbum ‘B'Day’. E incluso entonces ella lo convierte en un atolladero».
En 2012, Beyoncé la incluyó en el repertorio de su segunda revista Revel Presents: Beyoncé Live en Atlantic City, Nueva Jersey en el hotel, resort, casino y spa, Revel. Ella la anunció como su «canción favorita» y de acuerdo a Georgette Cline de The Boombox «los fanáticos pudieron sentir las punzadas de su corazón una vez roto en "Resentment", como le arrullaba a un amante mentiroso que la engañó». Ben Ratliff de The New York Times mencionó a «Resentment» en el «punto alto casi continuo» del concierto. Un escritor de la Associated Press señaló que Beyoncé «contuvo las lágrimas durante una entusiasta interpretación» de la canción. Según Chuck Darrow de The Philadelphia Inquirer, la presentación acústica de la balada «resultó ser un agradable respiro del implacable golpe-golpe-golpe de los muchos números de baile-pop». Tris McCall de The Star-Ledger escribió que Beyoncé llevó a la canción a la vida describiendo la interpretación como un «retrato psicológico a gran escala en tres minutos y medio». La presentación en vivo de la canción durante los conciertos en Revel se utilizó en el documental de HBO de Beyoncé, La vida no es más que un sueño (2013). Sólo una toma se utilizó para filmar durante cinco minutos. Aaron Perejil de la revista People comentó que la interpretación de «Resentment» era «más valiente y más furioso» que las actuaciones anteriores de la canción. La canción también fue interpretada durante su quinta gira de conciertos The Mrs. Carter Show World Tour (2013) en algunos conciertos de apertura de la primera etapa en el escenario Bey.

### Créditos y personal
Grabación
- Grabado en Estudios Sony Music en Nueva York, Nueva York en 2006.
- Mezclado en Estudios Lair, Los Ángeles, California, y Estudios Sony Music en Nueva York, Nueva York.

Personal
- Voz: Beyoncé Knowles
- Letristas y compositores: Beyoncé Knowles, Walter W. Millsap III, Candice Nelson y Curtis Mayfield
- Productor: Walter W. Millsap III, Candice Nelson (coproductor), Beyoncé Knowles (producción vocal)
- Grabación: Jim Caruana y Geoff Rice
- Asistente de grabación: Rob Kinelski, Dave Lopez y Andrew Coleman
- Mezcla: Jason Goldstein y Steve Tolle (asistente)

Créditos adaptados a partir de las notas de B'Day, Columbia Records, Music World Entertainment.